# Große Erwartungen (2011)
Große Erwartungen ist eine dreiteilige Fernsehserie des britischen Fernsehsenders BBC aus dem Jahr 2011 nach dem gleichnamigen Roman von Charles Dickens.

## Handlung
Teil 1
Zu Beginn des 19. Jahrhunderts im englischen Marschland: Der neunjährige Waisenjunge Pip hat ein schweres Leben. Seine weitaus ältere Schwester, bei der er aufwächst, behandelt ihn wie Gesinde. Ein kleiner Lichtblick sind die Besuche bei der wohlhabenden Miss Havisham und ihrer Adoptivtochter Estella. Pip soll dem Mädchen als Gesellschafter dienen. Als Pip erwachsen ist und seine Ausbildung als Schmied fast beendet hat, bietet ihm ein Notar ein kleines Vermögen an unter der Bedingung, ein standesgemäßes Leben in London zu führen. Den Namen des Erblassers soll er erst bei Erreichen der Volljährigkeit erfahren. Pip willigt ein und reist in die Hauptstadt.
Teil 2
Pip erhält Privatunterricht und wandelt sich zum vornehmen Herrn, der sich für seine Herkunft schämt und ein verschwenderisches Luxusleben führt. Miss Havisham schickt nun die erwachsene Estella ebenfalls nach London, um die Verbindung zu Pip zu festigen. Jede Begegnung mit Estella lässt Pips Zuneigung anwachsen. Er ist verliebt. Estella und Pip genießen nun gemeinsam die Annehmlichkeiten des Lebens in der feinen Gesellschaft.
Als seine Volljährigkeit unmittelbar bevorsteht, erscheint ein geheimnisvoller Herr in seinem Zimmer. Er ist derjenige, der ihm das Leben in Wohlstand ermöglichte – Abel Magwitch, ein entflohener Sträfling, dem Pip als kleiner Junge eine Gefälligkeit erwies.
Teil 3
Pip möchte mit seinem Wohltäter nichts tun haben, war er doch der festen Überzeugung, Miss Havisham sei die gute Seele, die all dies für ihn tat. Miss Havisham vermählt indes Estella mit Pips Kontrahenten Bentley Drummle, einem rohen ungehobelten Schurken. Aus Rache bricht Estella den Kontakt zu ihrer Ziehmutter ab. Das bricht Miss Havisham das Herz – sie setzt ihrem Leben ein Ende.
Pip sucht nun doch den Kontakt zu Magwitch. Dieser erhält nun endlich die Möglichkeit, Details aus seiner Vergangenheit zu erzählen. Pip erfährt, dass Magwitchs strafbare Handlungen keineswegs aus niederen Beweggründen erfolgten. Er hat noch eine Rechnung mit einem gewissen Compeyson offen. Dieser machte sich an Magwitchs Frau Molly heran. Als sie ihn zurückwies, ließ er sie einsperren. Das Kind des Ehepaars Magwitch verstarb derweil zu Hause, weil es unversorgt blieb.
Magwitch wird im Lauf seiner weiteren Flucht entdeckt und so schwer verletzt, dass er noch vor seiner Hinrichtung stirbt. Pip kann ihm noch kurz vor seinem Tod sagen, dass seine Tochter nicht wie angenommen gestorben ist, sondern als Estella im Hause Miss Havishams aufwuchs. Pip verdingt sich entsprechend seiner Ausbildung als Justizbeamter und kehrt zu Estella zurück, die inzwischen verwitwet ist.

## Drehorte
- Holdenby House, englisches Landhaus in Northamptonshire
- Osterley Park House, englisches Herrenhaus in London
- Old Royal Naval College, Universität Greenwich, London
- Mottisfont Abbey, Klosteranlage in Romsey
- Syon House und Syon Park, London
- Langleybury School, ehemaliges staatliches Gymnasium in Hertfordshire
- Luton Hoo Estate, englisches Herrenhaus nahe Luton
- Kirche St. Thomas a Becket Church in Fairfield
- Sutton’s Hospital, ehemalige Kartause in London
- Tollesbury Wick Marshes, Naturreservat in der Grafschaft Essex

Quelle:

## Trivia
Harry Lloyd, der die Rolle des Herbert Pocket spielt, ist ein Nachfahre Charles Dickens’ in fünfter Generation.

## Auszeichnungen
- 2012: 4× Emmy Award
- 2012: 3× BAFTA Award
- 2012: RTS Craft & Design Award (für Kostüme)
- 2012: 3× Seoul International Drama Award: Beste Miniserie, Bester Regisseur (Brian Kirk), Bester Drehbuchautor (Sarah Phelps)
- 2013: ASC Award

Quelle: